# Comercialismo
El comercialismo es el conjunto de principios que rigen la actividad del comercio, especialmente aquel orientado a, principalmente, la generación de ganancias, más que a la aseguración de su calidad o el bien hacer (utilidad, aportación social, ética empresarial). Entre esta serie de principios se encuentran aquellos métodos usados para publicitar y vender bienes y servicios.
El término comercialismo tiene una connotación negativa, y es usado, peyorativamente, para referirse a la tendencia de anteponer el interés comercial sobre cualquier otro valor. Una de las prácticas propias del comercialismo es el abuso de métodos publicitarios para captar la atención de posibles consumidores, suponiendo así un robo de atención y una intromisión en la privacidad de las personas.

## Publicidad intrusiva
A medida que la publicidad se ha vuelto frecuente en la sociedad moderna, es cada vez más criticada. La publicidad ocupa el espacio público, y cada vez invade más la esfera privada de las personas. Según Georg Franck, «cada vez es más difícil escapar de la publicidad y de los medios de comunicación. El espacio público se está convirtiendo cada vez más en un gigantesco cartel publicitario de productos de todo tipo. Las consecuencias estéticas y políticas aún no se pueden prever». Hanno Rauterberg, en el periódico alemán Die Zeit, califica la publicidad como un nuevo tipo de dictadura de la que no se puede escapar.
Al hablar sobre la fluencia de anuncios, Commercial Alert dice: «hay anuncios en escuelas, salas VIP de aeropuertos, consultorios médicos, cines, hospitales, gasolineras, ascensores, tiendas de conveniencia, en Internet, en frutas, en cajeros automáticos, en cubos de basura y en muchos otros. Hay anuncios en la arena de la playa y en las paredes de los baños». «Una de las ironías de la publicidad en nuestros tiempos es que a medida que aumenta el comercialismo, resulta mucho más difícil para cualquier anunciante en particular tener éxito, lo que empuja al anunciante a realizar esfuerzos aún mayores». En una década, la publicidad en la radio aumentó a casi 18 o 19 minutos por hora.[¿cuándo?] En la televisión, en horario de máxima audiencia, el estándar hasta 1982 no superaba los 9,5 minutos de publicidad por hora, pero hoy oscila entre 14 y 17 minutos. Con la introducción del anuncio más corto de 15 segundos, la cantidad total de anuncios aumentó aún más.[cita requerida] Los anuncios no solo se colocan en los descansos, sino también en las transmisiones deportivas durante el juego. Inundan Internet, un mercado en crecimiento.
Otros mercados en crecimiento son el emplazamiento publicitario en programación de entretenimiento y películas, donde se ha convertido en una práctica estándar, y la publicidad virtual, donde los productos se colocan retroactivamente en programas repetidos. Las vallas publicitarias de productos se insertan virtualmente en las retransmisiones de las Grandes Ligas de Béisbol y, de la misma manera, se proyectan carteles o logotipos callejeros virtuales en una marquesina de entrada o en las aceras, por ejemplo durante la llegada de celebridades a los premios Grammy de 2001. La publicidad precede a la proyección de películas en los cines, incluidos los lujosos «cortometrajes» producidos por empresas como Microsoft o DaimlerChrysler. «Las mayores agencias de publicidad han comenzado a trabajar para coproducir programación en conjunto con las mayores empresas de medios», creando infomerciales que se asemejan a la programación de entretenimiento.
Los opositores equiparan la creciente cantidad de publicidad con un «maremoto», y las restricciones con «contener» la inundación. Kalle Lasn, uno de los críticos más abiertos de la publicidad, considera que la publicidad es «el más frecuente y tóxico de los contaminantes mentales. Desde el momento en que suena la alarma de la radio por la mañana hasta las primeras horas de la madrugada en la televisión, microsacudidas de contaminación comercial inundan el su cerebro a un ritmo de alrededor de 3.000 mensajes de marketing por día. Se estima que cada día se vierten en el inconsciente colectivo de América del Norte unos 12.000 millones de anuncios gráficos, 3 millones de anuncios de radio y más de 200.000 anuncios de televisión». A lo largo de su vida, el estadounidense medio ve tres años de publicidad en televisión.
Los videojuegos incorporan productos en su contenido. Hay canales comerciales especiales para pacientes en hospitales y figuras públicas que lucen tatuajes temporales. Un método irreconocible como publicidad es el llamado marketing de guerrilla, que consiste en difundir rumores sobre un nuevo producto entre el público objetivo. Las ciudades estadounidenses con problemas de liquidez ofrecen coches de policía como publicidad. Las empresas compran los nombres de los estadios deportivos para hacer publicidad. El estadio de fútbol Volkspark, en Hamburgo, se convirtió primero en AOL Arena y luego en HSH Nordbank Arena. El Neckarstadion, en Stuttgart, se convirtió en el Mercedes-Benz Arena, y el Westfalenstadion de Dortmund en el Signal Iduna Park. El antiguo SkyDome, en Toronto, pasó a llamarse Rogers Centre.
Estaciones enteras del metro de Berlín se transforman en naves de productos y se alquilan exclusivamente a una empresa. Düsseldorf cuenta con paradas de transporte de aventuras «multisensoriales» equipadas con altavoces y sistemas que difunden el olor a detergente. Swatch utilizó proyectores para proyectar mensajes en la torre de televisión de Berlín y en la columna de la Victoria, lo que fue multado porque se hizo sin permiso. La ilegalidad era parte del esquema y añadía promoción.  Christopher Lasch afirma que la publicidad conduce a un aumento general del consumo en la sociedad; «la publicidad sirve, no tanto para publicitar productos, sino para promover el consumo como forma de vida».

## Aspectos éticos del comercio
Como en todas las acciones humanas, los aspectos éticos también tienen relación con el comercio. Caracterizan, por ejemplo, el llamado comercio justo(fair trade), como un modelo de comercio social y ecológicamente compatible, en el que todos los niveles de comercio, desde los productores hasta los consumidores, se consideran conscientemente desde un punto de vista ético  y en el que sobre todo los productores agrícolas de los países en desarrollo deben recibir una remuneración justa. Sin embargo, esta elección de términos conlleva el peligro de que el comercio "normal" sea considerado como no justo o menos justo y que se perpetúe la "tradición de prejuicios" contra el comercio.[cita requerida]

## Intereses corporativos
El corporativismo, más allá de su definición como doctrina política, económica y social, adopta un carácter peyorativo, relacionado en cierta medida con el comercialismo, para referirse a la defensa de intereses particulares que no tengan en cuenta si perjudican o no al conjunto de la sociedad. En su tercera acepción, la RAE define así el corporativismo: «En un grupo o sector profesional, actitud de defensa a ultranza de la solidaridad interna y los intereses de sus miembros».